# مارك كينغ (لاعب سنوكر)
مارك كينغ (بالإنجليزية: Mark King)‏ هو لاعب سنوكر بريطاني، ولد في 28 مارس 1974 في رومفورد في المملكة المتحدة.

## روابط خارجية
- مارك كينغ على موقع CueTracker.net (الإنجليزية)
- مارك كينغ على موقع بطولة العالم للسنوكر (الإنجليزية)